# سیوسیتی: رم
سیوسیتی: رم (انگلیسی: CivCity: Rome) یک بازی ویدئویی در سبک شهرسازی است که با همکاری استودیو فایرفلای و فیراکسیس گیمز توسعه یافته و توسط ۲کا گیمز و در سال ۲۰۰۶ منتشر شد. «سیوسیتی: رم» در پلت‌فرم مایکروسافت ویندوز منتشر شده است. این عنوان شامل عناصری از دو مجموعه بازی سزار و تمدن است.